# Joint European Torus
Pour les articles homonymes, voir Jet.
JET est un acronyme de l'anglais Joint European Torus (littéralement Tore commun européen) désignant le plus grand tokamak existant, situé au Culham Science Center, à Abingdon, près d'Oxford au Royaume-Uni, jusqu'à la construction d'ITER. Sa construction a débuté en 1979 et il a produit son premier plasma en 1983. Il résulte d'une collaboration entre les différents laboratoires nationaux européens, dans le cadre de l'Euratom.
Il réalise la fusion nucléaire entre le deutérium et le tritium qui semblent les matériaux les plus appropriés pour les futurs réacteurs nucléaires. En revanche, tous les autres tokamaks, comme  Tore Supra, n'étudient que les plasmas non-réactifs utilisant l'isotope lourd de l'hydrogène, le deutérium.

## Historique
En 1979, le docteur Guido Brunner, alors Commissaire européen à l'énergie, l'éducation et la recherche , pose la première pierre de JET. Le 9 avril 1984, le laboratoire est inauguré par la reine Élisabeth II.
En 1986, le plasma atteint la température de 100 millions de degrés. Le 9 novembre 1991, la première fusion contrôlée d'un mélange deutérium-tritium est réalisée.
Le 31 octobre 1997, JET enregistre trois records dans le domaine de la fusion nucléaire :
- 22 MJ d'énergie de fusion en une impulsion d'une durée de 5 secondes ;
- une pointe de puissance de fusion nucléaire de 15 MW pendant une demi-seconde et une température des ions de 325 millions de degrés (28 keV)[1] ;
- le "meilleur" rapport instantané entre puissance nucléaire de fusion produite et puissance de chauffage du plasma, qui est de {\displaystyle Q\approx 0.65} environ[1]. Si l'on ne tient pas compte de toute l'énergie nécessaire pour obtenir le plasma, mais uniquement de l'énergie qui est injectée pour le chauffer, un réacteur produirait réellement de l'énergie si {\displaystyle Q>1}. Cet objectif scientifique n'est pas suffisant. L'objectif pour l'ingénieur est produire réellement davantage d'énergie de fusion nucléaire que d'énergie consommée. Cela nécessite d'établir un bilan beaucoup plus complexe. JET n'a pas été conçu, ni analysé en ces termes.

En 1999, l'Autorité britannique de l'énergie atomique (UKAEA) cède le contrôle de JET et de l'ensemble des installations de Culham à ses partenaires européens.
Depuis 2004, JET subit des travaux de mise à jour dans le but d'augmenter encore ses capacités et ainsi de pouvoir participer au développement du projet ITER. Notamment, JET change entre 2009 et 2011 de revêtement, pour utiliser plutôt un revêtement à base de béryllium similaire à celui d'ITER. En 2021, il utilise de nouveau le gaz radioactif tritium et effectue ensuite des tests de production d'énergie de fusion, les premiers au monde depuis 1998.
Le 21 décembre 2021, une fusion nucléaire est maintenue pendant 5 secondes dans JET, produisant 59 Mégajoules.
En décembre 2023, un nouveau record de fusion est établi avec 69.26 mégajoules d'énergie produite pendant 6 secondes avec 0.21 mg de combustible, soit l'équivalent de 2 kg  de charbon.

## Principales caractéristiques
- Grand rayon : 2,96 mètres
- Petit rayon horizontal : 1,25 mètre
- Petit rayon vertical : 2,1 mètres
- Durée maximale d'une décharge (tir plasma) : 20 secondes
- Champ magnétique maximum : 3,45 teslas
- Courant plasma maximum : 5 mégaampères
- Puissance de chauffage injectée maximum : 25 mégawatts
- Poids (noyau) : 2 800 tonnes